# Sågdammen, Närke
Sågdammen var en sjö, nu våtmark, norr om Mårsätter, strax väster om Mårsätters naturreservat, tre kilometer sydväst om Zinkgruvan i Askersunds kommun i Närke och ingår i Motala ströms huvudavrinningsområde. Sjöns area är 0,01 kvadratkilometer och den befinner sig 97 meter över havet.